# ألفارو فرنانديز (كاتب)
ألفارو فرنانديز (بالإسبانية: Álvaro Fernández Suárez)‏ (و. 1906 – 1990 م) هو كاتب، واقتصادي إسباني، توفي في مدريد، عن عمر يناهز 84 عاماً.